# Relations entre l'Iran et le Royaume-Uni
Les relations entre le Royaume-Uni et l'Iran sont des relations bilatérales entre les deux pays que sont le Royaume-Uni de Grande-Bretagne et d’Irlande du Nord et la République islamique d'Iran. L'Iran, connu sous le nom de Perse avant 1935, a établi des relations politiques avec l'Angleterre dès la fin de l'ère Ilkhanides, au XIIIe siècle, lorsqu'Édouard Ier d'Angleterre envoie Geoffrey de Langley en tant qu'ambassadeur à la cour ilkhanide afin de sceller une alliance.
L'Iran est envahi en 1941 par les forces britanniques et soviétiques. Le but de l'invasion était de sécuriser les champs pétroliers britanniques à Abadan. Durant cette occupation, le chah Reza Pahlevi, jugé coupable de trop de sympathie avec l’Axe, fut déposé et remplacé sur le trône par son jeune fils Mohammad Reza Pahlavi. Le Royaume-Uni soutient les armées du chah lors de l'écrasement en 1946 de la République de Mahabad, constituée par la population kurde.
En 1953, les services secrets britanniques et américains organisent le renversement du premier ministre iranien Mohammad Mossadegh qui avait nationalisé l'industrie pétrolière au détriment des puissances occidentales. Lors de l'opération Ajax, des bombes seront aussi posées afin d'en accuser les communistes et entrainer une répression à leur encontre.
Après l'instauration de la république islamique en 1979, le MI6 britannique et la CIA américaine ont collaboré avec les services de renseignement du régime iranien afin d'identifier des agents présumés de l'Union soviétique dans le pays. Ces informations ont conduit à l'exécution de membres du Parti communiste iranien, le Tudeh. Des documents déclassifiés issus des archives britanniques suggèrent que la politique britannique était motivée par le désir de s'attirer les faveurs des nouveaux dirigeants de l'Iran, plutôt que par des préoccupations concernant la géopolitique de la guerre froide ou l'influence soviétique en Iran, jugée minime.
Les relations diplomatiques entre les deux pays se sont considérablement détériorées ces dernières années, à la suite de l'élection présidentielle iranienne de 2009, donc de la réélection de Mahmoud Ahmadinejad.